# تاننبرگ (زاکسونی)
تاننبرگ (به آلمانی: Tannenberg) یک شهر در آلمان است که در ارتسگبیرگسکرایس واقع شده‌است. تاننبرگ ۱٬۲۵۴ نفر جمعیت دارد.